# Casa matriz del Banco de Chile
La casa matriz del Banco de Chile es un edificio del centro de la ciudad de Santiago, Chile, que alberga las oficinas principales del Banco de Chile. Se encuentra en el Paseo Ahumada n.º 251, entre las calles Huérfanos y Agustinas, y fue declarado Monumento Nacional de Chile, en la categoría de Monumento Histórico, mediante el Decreto n.º 209, del 18 de julio de 2016.

## Historia
El Banco de Chile fue creado en 1893 luego de la fusión del Banco de Valparaíso, el Banco Nacional de Chile y el Banco Agrícola. La sede central del banco en Santiago se ubicaba en la calle Huérfanos, en terrenos que eran propiedad del Arzobispado de Santiago.
En el año 1909 se encargó los arquitectos Alberto Cruz Montt y Ricardo Larraín Bravo un primer boceto de la fachada de un nuevo edificio, y en 1919 el banco llamó a un concurso público para su construcción, que fue adjudicada al austriaco Alberto Siegel.
Comenzó su construcción en el año 1921 y fue inaugurado el 5 de abril de 1926. El edificio fue concebido bajo un estilo academicista francés, con un amplio espacio central y circulaciones expeditas, en atención al alto flujo de usuarios esperado al momento de su diseño y construcción. A diferencia de otros edificios de arquitectura metálica de la época en el país, que dejaban la estructura a la vista, el de la casa matriz, está construido principalmente con pilares de acero revestidos en hormigón, trabajando ambos materiales estructuralmente.
Tiene cuatro pisos y dos subterráneos, que alberga una sala de exposiciones. La primera planta se encuentra elevada 1,6 m respecto al nivel de la calle y en su fachada principal, el primer piso posee vanos con arcos de medio punto; el segundo, arcos carpanel y el tercero y cuarto, vanos rectos. Posee además columnas de orden clásico, que definen su impronta monumental. Presenta además un trabajo notable en rejerías artísticas y herrajes ornamentales, de la fábrica "Mina Hnos. Ltda.", responsable de estos elementos en edificios emblemáticos de Santiago como el Club de la Unión, Palacio Ariztía y Banco Central.
Durante el golpe de Estado del 11 de septiembre de 1973, tiradores ocuparon el edificio para disparar contra las fuerzas del Ejército desplegadas en el centro de la ciudad. Para desalojar el lugar, los militares emplearon artillería para derribar la puerta de acceso, dañando el hall de entrada del banco.